# Providence Equity Partners
Providence Equity Partners LLC — американська глобальна інвестиційна компанія з приватним капіталом, орієнтована на медіа, комунікації, освіту, інвестиції в програмне забезпечення та послуги. Фірма спеціалізується на операціях викупу з використанням кредитних позик, а також на зростанні капітальних вкладень і інвестувала у понад 200 компаній у всьому світі з моменту свого створення в 1989 році.  
Фірма розпоряджається коштами на суму понад 49 млрд. доларів США, що робить її великим глобальним гравцем у галузі прямих інвестицій. Фірма також інвестувала в кредитні кошти через свою групу ринків капіталу та філію, Benefit Street Partners.   Benefit Street Partners закрили фонд прямого кредитування на середньому ринку в розмірі 1,75 млрд. Доларів США   Провіденс продав Benefit Street Partners у 2018 році.  Провіденс був одним з головних новаторів секторного підходу до інвестування приватного капіталу. Шостий фонд фірми, Providence Equity Partners VI, у 2007 році закрив 12 мільярдів доларів  зробило його найбільшим фондом прямих інвестицій, орієнтованим на сектори. 
Штаб-квартира Провіденса знаходиться в Провіденсі, штат Род-Айленд, а додаткові офіси знаходяться в Нью-Йорку та Лондоні. 

## Історія
Providence очолює засновник і генеральний директор Джонатан М. Нельсон. Він перейшов на посаду виконавчого голови у січні 2021 року. Девіс Ноел та Девід Філліпс працюють старшими керівними директорами та співголовами Північної Америки, а Карім Табет та Ендрю Тісдейл — старшими керуючими директорами та співголовами Європи. 
Пол Дж. Салем займає посаду старшого заступника керуючого директора.  Фірма залучає інвестиційні фонди від широкого кола інституційних інвесторів, включаючи пенсійні фонди, фонди, суверенні фонди капіталу, фінансові установи, страхові компанії, фонд фондів та приватних осіб з високим рівнем капіталу.
Providence співпрацює з компаніями на різних стадіях їх розвитку, починаючи від зростаючого капіталу та складних докапіталізацій сімейного бізнесу до великих викупів та приватизацій. Фірма планує інвестувати в акціонерний капітал від 150 до 800 мільйонів доларів і може використовувати різні структури фінансування.  Providence воліє керувати своїми інвестиціями, працювати в правліннях компаній та співпрацювати з керівництвом компанії. 
У 2008 році Providence найняв Томаса Гаана президентом нової групи ринків капіталу фірми.  До приходу в Providence Гаан був керівником корпоративного та інвестиційного банку Deutsche Bank в Америці та головним виконавчим директором Deutsche Bank Securities. Кредитна платформа була продана Franklin Templeton Investments у жовтні 2018 року. 
У 2014 році Providence заснував Providence Strategic Growth (PSG), свою філію з акціонерного зростання, зосереджену на інвестиціях у компанії з нижчим середнім ринком та технологічними сервісними компаніями. Штаб-квартира PSG розташована в Бостоні, штат Массачусетс, офіси розташовані в Лондоні та Канзас-Сіті. 
Інвестиції Providence включали AutoTrader.com Group, Blackboard Inc., Conversica, eircom, Hulu, Kabel Deutschland, MLS Media, NEW Asurion, Bluestone Television, Newport Television, Univision, VoiceStream (нині T-Mobile US), Warner Music Group, Western Wireless, і корпорація World Triathlon Corporation (Ironman), YES Network та TopGolf.  
З 2010 року серед значних інвестицій фірми є RentPath, Ambassador Theatre Group, Miller Heiman, Learfield Communications, The Chernin Group, GLM, UFO Moviez, Study Group та Abacus Data Systems.      Нещодавні виходи Провіденса на продаж або IPO включають iQiyi, Hulu, YES Network, Resource Recourses, MobileServ (телефони 4U), Bresnan Communications, Kabel Deutschland та ZeniMax Media      У березні 2013 року Провіденс та Національна футбольна ліга створили глобальне партнерство для інвестування головним чином у засоби масової інформації, пов'язані зі спортом та розвагами. 
У вересні 2012 року Providence продав менше 10% акцій фірми державній пенсійній системі Флориди та суверенному фонду багатства. 
У лютому 2015 року частка Providence в 800 мільйонів доларів у захисті системи безпеки Altegrity була знищена, коли охоронну компанію звинуватили у шахрайстві та подали заяву про банкрутство. Це послідувало за низкою інших дорогих збитків, які Providence звинувачував у інвестиціях, не пов'язаних зі своїми знаннями, зробленими під час піку буму приватних інвестицій 2007 та 2008 років. 
У березні 2017 року Modern Times Group продала свій телекомунікаційний бізнес у країнах Балтії компаніям Providence Equity Partners.  У жовтні 2017 року операція була завершена.  Щойно придбані компанії були об'єднані та працювали під назвою All Media Baltics.   
У квітні 2019 року MasMovil погодився викупити свою конвертовану облігацію у Providence Equity. Провіденс залишається акціонером компанії. 
У вересні 2019 року компанія Providence Strategic Growth зібрала 2 мільярди доларів для свого четвертого фонду. 
У вересні 2020 року Providence оголосив план переходу до керівництва, згідно з яким засновник та генеральний директор Джонатан Нельсон стане виконавчим головою у січні 2021 року. В рамках цього запланованого переходу Providence призначив Девіса Ноелла та Девіда Філліпса старшими керуючими директорами та співголовами Північної Америки, а Каріма Табета та Ендрю Тісдейла старшими керуючими директорами та співголовами Європи. Керуючий директор Майкл Домінгес був призначений головним інвестиційним директором. 

## Старші радники
Серед старших радників, які працюють з фірмою щодо нових інвестиційних можливостей та деяких існуючих інвестицій фірми, є: 
- Тоні Болл
- Петро Чернін
- Річард Д. Парсонс